# Bernardo Jaramillo Ossa
Bernardo Jaramillo Ossa (Manizales, 2 de setembre de 1955 - Bogotà, 22 de març de 1990) va ser un polític colombià. Important dirigent agrari a l'Urabá antioqueño, era militant del Partit Comunista Colombià, i va assumir la presidència de la Unión Patriótica (UP) després de la mort de Jaime Pardo Leal en 1987. Sent membre del Senat de la República i candidat presidencial per la UP va ser assassinat a Bogotà el 22 de març de 1990.